# Adapantus castaneus
Adapantus castaneus är en insektsart som beskrevs av Max Beier 1954. Adapantus castaneus ingår i släktet Adapantus och familjen vårtbitare. Inga underarter finns listade i Catalogue of Life.